# Pressure
Pressure är en svensk kortfilm från 2006 med bland andra Göran Ragnerstam och Kajsa Ernst.

## Handling
Busschauffören Janne har jobbat i branschen i 25 år. Då andra anställda avskedas och bussturerna blir längre så blir Janne stressad (därav titeln "Pressure"). Hans blåsa börjar läcka och han visar andra stressymptom - tänk om hans jobb också ryker, vad ska han göra då?